# 1592 Mathieu
1592 Mathieu је астероид главног астероидног појаса. Приближан пречник астероида је 13,47 ,
а средња удаљеност астероида од Сунца износи 2,769 астрономских јединица (АЈ).
Инклинација (нагиб) орбите у односу на раван еклиптике је 13,477 степени, а орбитални период износи 1683,637 дана (4,609 године). Ексцентрицитет орбите астероида износи 0,301.
Апсолутна магнитуда астероида износи 11,60 а геометријски албедо 0,223.
Астероид је откривен 1. јуна 1951. године.